# Solo Leveling
 (кореј. 나 혼자만 레벨업, Na Honjaman Level Up) јужнокорејски је веб-роман који је написао Чугонг. Објављивао се од 2016. до 2018. године у онлајн часопису , са укупно 162 поглавља. Издавачка кућа D&C Media спаковала је поглавља у 14 томова.
Роман је 2018. године адаптиран у вебтун који су илустровали Џанг Сунг-Ранк (звани „Дубу”) и Ги Со-Рјеонг. Закључно са јуном 2025. године, стрип има 14 томова. Издавачка кућа Најкула преводи Solo Leveling на српски језик од 2023. године.
Серијал је 2024. године адаптиран у аниме, и такође је планирана видео игрица.

## Синопсис
У свету где чудовишта харају земљом, судбина човечанства је у рукама ратника натприродних моћи, познатих као ловци. Сунг Џинво један је од најслабијих ловаца, али једног дана постаје део Система и добија ретку моћ која му омогућава да претвори поражене непријатеље у своје поданике.

## Франшиза

### Роман
Веб-роман Solo Leveling дело је јужнокорејског аутора Чугонга. Наслов се објављивао од 4. новембра 2016. до 18. априла 2018. године у дигиталном часопису , са укупно 162 поглавља, од којих су 27 део додатне приче. Издавачка кућа D&C Media скупила је поглавља у 14 томова (13 + специјал). Први том изашао је 4. новембра 2016., а последњи 18. априла 2018. године.

#### Наставак
Почетком априла 2023. године најављено је да ће роман добити наставак под називом Solo Leveling: Ragnarok, који ће написати Даул. Објављен је 10. априла исте године. Прича прати Сунг Џиновог сина, Сунг Сухоа. 

### Вебтун / манхва
Роман се од 4. марта 2018. до 31. маја 2023. године адаптирао у вебтун, односно манхву. Илустратори су Ги Со-Рјеонг и Џанг Сунг-Ранк (звани „Дубу”), с тим да је Џанг преминуо 23. јула 2022. године. Поглавља су сакупљена у 14 томова, с тим да првих шест садржи главну причу, а од јануара 2023. године објављивала се додатна прича у Џангову част.
Издавачка кућа Најкула је 12. фебруара 2023. године наговестила на свом инстаграм профилу да ће преводити Solo Leveling на српски језик, и након још два тизера, 3. марта је потврдила да ће радити на серијалу. Први том изашао је 16. маја, на промоцији коју је одржала издавачка кућа.

#### Списак томова
| Бр. | Првобитни датум издања | Првобитни         | Датум издања на српском | на српском        |
| --- | ---------------------- | ----------------- | ----------------------- | ----------------- |
| 1   | 26. септембар 2019.    | 979-11-89320-29-4 | 16. мај 2023.           | 978-86-6106-030-4 |
| 2   | 30. јануар 2020.       | 979-11-89320-36-2 | 14. август 2023.        | 978-86-6106-032-8 |
| 3   | 27. август 2020.       | 979-11-89320-69-0 | 14. децембар 2023.      | 978-86-6106-043-4 |
| 4   | 29. април 2021.        | 979-11-91363-73-9 | 13. април 2024.         | 978-86-6106-051-9 |
| 5   | 7. октобар 2021.       | 979-11-6777002-8  | 16. август 2024.        | 978-86-6106-058-8 |
| 6   | 25. јул 2022.          | 979-1-16-777037-0 | 28. септембар 2024.     | 978-86-6106-062-5 |
| 7   | 22. фебруар 2023.      | 979-1-16-777070-7 | 31. јануар 2025.        | 978-86-6106-076-2 |
| 8   | 25. мај 2023.          | 979-1-16-777089-9 | —                       | —                 |
| 9   | 30. август 2023.       | 979-1-16-777113-1 | —                       | —                 |
| 10  | 18. април 2024.        | 979-1-19-354981-0 | —                       | —                 |
| 11  | 4. јун 2024.           | 979-1-19-382120-6 | —                       | —                 |
| 12  | 29. август 2024.       | 979-1-19-382139-8 | —                       | —                 |
| 13  | 28. новембар 2024.     | 979-1-19-382173-2 | —                       | —                 |
| 14  | 9. јун 2025.           | 979-1-17-382011-3 | —                       | —                 |

### Видео игрица
Компанија Netmarble је јануара 2022. године најавила да ће радити мобилну игру улога базирану на овом наслову.

### Аниме
Такође 2022. године, на манифестацији Аниме Експо, најављено је да ће студио A-1 Pictures радити аниме адаптацију базирану на овом серијалу. Премијера је била планирана за 2023. годину, али је датум померен на јануар 2024. Адаптација се емитовала од 7. јануара до 31. марта 2024. године. Друга сезона се емитовала од 5. јануара до 30. марта 2025. године.

## Спољашњи извори
- Званична страница романа на сајту  (језик: корејски)
- Званична страница вебтуна на сајту  (језик: корејски)
- Званични сајт анимеа (језик: јапански)